# Alice Krige

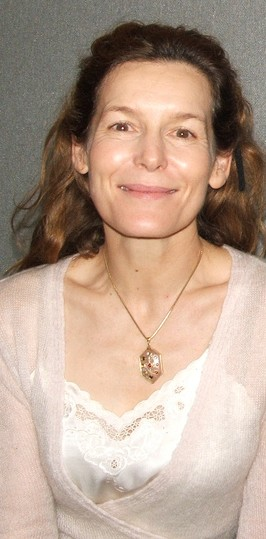
Alice Krige (2006)

Alice Maud Krige (* 28. Juni 1954 in Upington, Südafrika) ist eine südafrikanische, in Großbritannien lebende Schauspielerin, die vor allem durch Rollen in Science-Fiction- und Fantasy-Filmen bekannt ist. Am populärsten ist ihre Darstellung der Borgkönigin in Star Trek.

## Leben und Karriere
Als Tochter deutscher Auswanderer wuchs Krige in Südafrika auf. Ursprünglich studierte sie Psychologie an der Rhodes-Universität, Südafrika, und kam dabei eher zufällig mit der Schauspielerei in Kontakt. Nach Besuch eines Schauspielkurses an der Rhodes-Universität entschied sie sich, an der Londoner Central School of Speech and Drama Schauspiel zu studieren.
1979 hatte Krige ihr Fernsehdebüt in der einer Fernsehverfilmung von Charles Dickens Die Zwei Städte, viele weitere Theater- und Fernsehrollen in Großbritannien und den USA folgten. Darunter zum Beispiel 1980 (Erstausstrahlung 1982) eine Rolle in Folge 5x02 „Operation Susi“ der Krimiserie Die Profis und Hauptrollen in Die Stunde des Siegers und Zurück bleibt die Angst (beide 1981). Dazu Rollen in weiteren Filmen und Gastauftritte in Serien wie Mord ist ihr Hobby (1985) und Beverly Hills, 90210 (1992).
In Star Trek: Der erste Kontakt (1996) spielt sie die Borgkönigin. Diese Rolle macht sie in der Science-Fiction-Fangemeinde sehr bekannt, sie verkörpert sie erneut im Videospiel Star Trek: Armada II und im Voyager-Serienfinale Endspiel. Es folgen wichtige Nebenrollen in Miniserien wie Dinotopia und Children of Dune und Filmen wie Die Herrschaft des Feuers und Attila – Der Hunne (Historienfilm über Attila). Dazu spielt sie weiter in Fernsehserien und Fernsehfilmen.
2015 spielte sie zu ausgezeichneten Kritiken in dem US-Spielfilm Shingetsu, gegenüber Günter Singer, eine kriegstraumatisierte Chirurgin von Ärzte ohne Grenzen.
Krige ist seit 1988 mit dem Autor und Regisseur Paul Schoolman verheiratet.

## Auszeichnungen
- 1982 erhält Krige den Laurence Olivier Award als vielversprechendste Debütantin in der Theaterproduktion Arms and the Man.
- Für ihre Rolle in der Stephen-King-Verfilmung Sleepwalkers wird sie 1992 für den Saturn Award in der Kategorie Beste Nebendarstellerin nominiert.
- 1996 erhält sie den Saturn Award in der Kategorie Beste Nebendarstellerin für ihre Rolle als Borg-Königin in Star Trek: Der erste Kontakt.
- Im April 2004 erhält sie den Ehrendoktor-Titel für Literatur der Rhodes-Universität.
- Für ihre Leistung in dem Film Shingetsu erhält Krige 2015 den Special Jury Award beim International Film Festival for Peace, Inspiration and Equality in Jakarta, u. a. neben Andy Garcia und Jimmy Carter.[4]

## Filmografie (Auswahl)
- 1976: Vergeet My Nie
- 1980: Eine Geschichte zweier Städte (The Tale of Two Cities)
- 1981: Die Stunde des Siegers (Chariots of Fire)
- 1981: Zurück bleibt die Angst (Ghost Story)
- 1982: Die Profis (The Professionals, Folge 5x02 Operation Susie)
- 1984: Ellis Island (Miniserie, 3 Folgen)
- 1985: König David (King David)
- 1985: Raoul Wallenberg (Wallenberg: A Hero’s Story)
- 1985: Mord ist ihr Hobby (Murder, She Wrote, Fernsehserie, 1 Folge)
- 1986: Dream West – Das abenteuerliche Leben des John Charles Fremont (Dream West)
- 1986: Geschlechtsumwandlung – I Change My Life (Second Serve)
- 1987: Barfly
- 1988: Liebe auf Texanisch (Baja Oklahoma)
- 1988: Schwarzer Sommer (Haunted Summer)
- 1988: Die Chaoten-Spione (Spies Inc.)
- 1989: Zweites Glück (See You in the Morning)
- 1990: Schrei der Verdammten (Max and Helen)
- 1991: 444 Tage – Amerika in Geiselhaft (L’Amérique en otage)
- 1991: Die Strauß-Dynastie
- 1992: Beverly Hills, 90210 (Fernsehserie, Folge 3x14 Wild Horses)
- 1992: Den Tod vor Augen (Ladykiller)
- 1992: Schlafwandler (Sleepwalkers)
- 1993: Mörderische Affäre (Double Deception)
- 1993: Jack Reed – Unter Mordverdacht (Jack Reed: Badge of Honor)
- 1993: Das jüngste Gericht – John Lists Story (Judgment Day: The John List Story)
- 1993: The Scarlet and the Black
- 1994: Sea Beggar
- 1994: Die Scharfschützen – 5. Der Preis der Ehre (Sharpe’s Honour)
- 1995: Im Auftrag des Teufels (Devil’s Advocate, Fernsehfilm)
- 1995: Die Bibel – Josef (Joseph: Part I and Part II)
- 1995: Herkunft unbekannt (Donor Unknown)
- 1995: Institut Benjamenta oder Dieser Traum, den man menschliches Leben nennt (Institut Benjamenta or This Dream Called Human Life)
- 1996: Star Trek: Der erste Kontakt (Star Trek: First Contact)
- 1996: Zwischen den Welten (Hidden in America)
- 1997: Es lebt! (Habitat)
- 1997: Angeklagt: Ein Vater unter Verdacht (Indefensible: The Truth About Edward Brannigan)
- 1997: Twilight of the Ice Nymphs
- 1998: Close Relations
- 1998: Der Commissioner – Im Zentrum der Macht (The Commissioner)
- 1999: Becker (Fernsehserie, Folge 1x15)
- 1999: Agenten des Todes (In the Company of Spies)
- 1999: Deep in My Heart
- 1999: Molokai: The Story of Father Damien
- 2000: Der kleine Vampir (The Little Vampire)
- 2000: The Calling
- 2001: Attila – Der Hunne (Attila)
- 2001: Star Trek: Raumschiff Voyager (Star Trek: Voyager, Fernsehserie, Folge 7x24 Endgame)
- 2001: Six Feet Under – Gestorben wird immer (Six Feet Under, Fernsehserie, 2 Folgen)
- 2001: Superstition – Spiel mit dem Feuer (Superstition)
- 2001: Vallen
- 2002: Die Herrschaft des Feuers (Reign of Fire)
- 2002: Dinotopia
- 2003: Children of Dune (Fernsehdreiteiler)
- 2003: The Death and Life of Nancy Eaton
- 2004: Deadwood
- 2004: Shadow of Fear
- 2004: The Mystery of Natalie Wood
- 2005: Dynasty: The Making of a Guilty Pleasure
- 2006: The Contract
- 2006: Lonely Hearts Killers
- 2006: Stay Alive
- 2006: Silent Hill
- 2006: 4400 – Die Rückkehrer (The 4400, Fernsehserie, Folgen 3x03–3x04)
- 2006: Criminal Intent – Verbrechen im Visier (Law & Order: Criminal Intent, Fernsehserie, Folge 5x16 Dramma Giocoso)
- 2007: Ten Inch Hero
- 2007: Persuasion
- 2008: Skin – Schrei nach Gerechtigkeit (Skin)
- 2009: Solomon Kane
- 2009: Inspector Barnaby (Midsomer Murders, Fernsehserie, Folge 12x03 Sportler und Spione)
- 2010: Duell der Magier (The Sorcerer’s Apprentice)
- 2011: Die Verschwörung – Verrat auf höchster Ebene (Page Eight, Fernsehfilm)
- 2013: Thor – The Dark Kingdom (Thor – The Dark World)
- 2014: Navy CIS (NCIS, Fernsehserie, Folge 12x03)
- 2014–2015: Tyrant (Fernsehserie, 13 Folgen)
- 2015: The Syndicate (Fernsehserie, Folgen 3x01–3x06)
- 2015: Shingetsu
- 2016–2019: The OA (Fernsehserie, 9 Folgen)
- 2017: A Christmas Prince
- 2018: A Christmas Prince: The Royal Wedding
- 2018: A Rose in Winter
- 2019: Carnival Row (Fernsehserie, 6 Folgen)
- 2019: A Christmas Prince: The Royal Baby
- 2020: Gretel & Hänsel (Gretel & Hansel)
- 2021: She Will
- 2021: Star Trek: Lower Decks (Fernsehserie, Folge 2x08, Stimme)
- 2022: Texas Chainsaw Massacre
- 2023: Star Trek: Picard (Fernsehserie, 2 Folgen)